# George Martin (attore 1937)

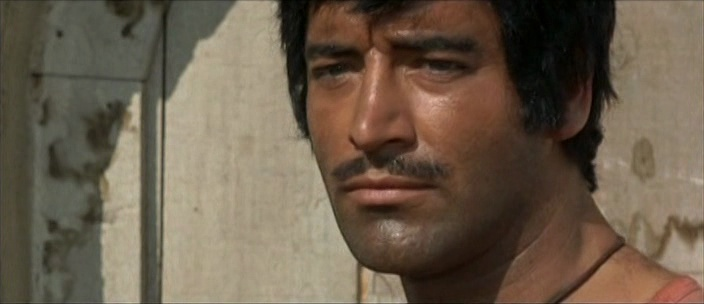
George Martin in Professionisti per un massacro (1967)

Francisco Martínez Celeiro, meglio noto come George Martin (Barcellona, 18 settembre 1937 – Miami, 1º settembre 2021), è stato un attore e sceneggiatore spagnolo.

## Biografia
Dagli anni cinquanta del XX secolo lavoró come attore in oltre 35 film, impegnandosi saltuariamente anche come regista, sceneggiatore e produttore. Fu molto attivo nel genere Spaghetti western, impersonando personaggi famosi come Clint Harrison.

## Filmografia parziale

### Attore
- Il gladiatore invincibile, regia di Alberto De Martino e Antonio Momplet (1961)
- I motorizzati, regia di Camillo Mastrocinque (1962)
- Il leggendario conquistatore (Los conquistadores del Pacífico), regia di José María Elorrieta (1963)
- Spionaggio a Gibilterra (Gibraltar), regia di Pierre Gaspard-Huit (1964)
- La furia degli Apache (El hombre de la diligecia), regia di José María Elorrieta (1964)
- I due violenti, regia di Primo Zeglio (1964)
- Attento gringo... ora si spara (La tumba del pistolero), regia di Amando de Ossorio (1964)
- Alle frontiere del Texas, regia di León Klimovsky (1964)
- I tre del Colorado, regia di Amando De Ossorio (1964)
- La sfida degli implacabili, regia di Ignacio F. Iquino (1965)
- Una pistola per Ringo, regia di Duccio Tessari (1965)
- Il ritorno di Ringo, regia di Duccio Tessari (1965)
- Per il gusto di uccidere, regia di Tonino Valerii (1966)
- Kiss Kiss... Bang Bang, regia di Duccio Tessari (1966)
- Thompson 1880, regia di Guido Zurli (1966)
- Con la morte alle spalle, regia di Alfonso Balcázar (1966)
- Clint il solitario, regia di Alfonso Balcázar (1966)
- Professionisti per un massacro, regia di Nando Cicero (1967)
- 15 forche per un assassino, regia di Nunzio Malasomma (1967)
- 3 Supermen a Tokio, regia di Bitto Albertini (1968)
- Sartana non perdona, regia di Alfonso Balcázar (1968)
- Sigpress contro Scotland Yard, regia di Guido Zurli (1968)
- Che fanno i nostri supermen tra le vergini della jungla?, regia di Bitto Albertini (1970)
- Il magnifico Robin Hood, regia di Roberto Bianchi Montero (1970)
- Vamos a matar Sartana, regia di George Martin e Mario Pinzauti (1971)
- Il corsaro nero, regia di Lorenzo Gicca Palli (1971)
- Attento gringo... è tornato Sabata!, regia di Alfonso Balcázar e Pedro Luis Ramírez (1972)
- Il ritorno di Clint il solitario, regia di Alfonso Balcázar (1972)
- Passi di danza su una lama di rasoio, regia di Maurizio Pradeaux (1973)
- ...e così divennero i 3 supermen del West, regia di Italo Martinenghi (1974)

### Regista
- Vamos a matar Sartana, co-regia con Mario Pinzauti (1971)

### Sceneggiatore
- Il corsaro nero, regia di Lorenzo Gicca Palli (1971)
- Passi di danza su una lama di rasoio, regia di Maurizio Pradeaux (1973)
- ...e così divennero i 3 supermen del West, regia di Italo Martinenghi (1974)

## Doppiatori italiani
- Adalberto Maria Merli in Il ritorno di Ringo, Kiss Kiss... Bang Bang
- Giancarlo Maestri in 3 Supermen a Tokio, Che fanno i nostri supermen tra le vergini della jungla?
- Nando Gazzolo in Per il gusto di uccidere
- Paolo Ferrari in Con la morte alle spalle
- Ugo Pagliai in Thompson 1880
- Luigi Vannucchi in Sigpress contro Scotland Yard
- Renzo Palmer in I tre del Colorado
- Pino Locchi in I due violenti
- Ferruccio Amendola in Professionisti per un massacro
- Giorgio Piazza in Una pistola per Ringo
- Michele Kalamera in Sartana non perdona
- Luciano De Ambrosis in Passi di danza su una lama di rasoio
- Luciano Melani in Il corsaro nero
- Natalino Libralesso in ...e così divennero i 3 supermen del West
- Pierangelo Civera in Il ritorno di Clint il solitario